# Bahnhof West Brompton

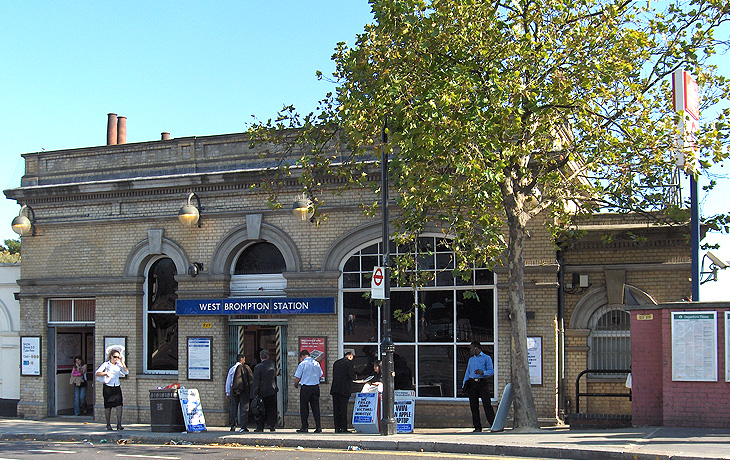
Bahnhofsgebäude

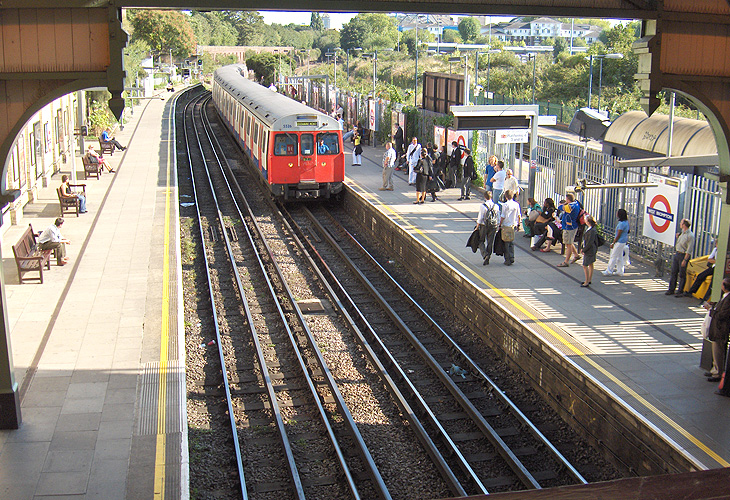
Einfahrender Zug

West Brompton ist ein Bahnhof westlich des Stadtzentrums von London im Londoner Stadtbezirk Royal Borough of Kensington and Chelsea. Er liegt in der Travelcard-Tarifzone 2, an der Eisenbahnstrecke West London Line, die das Stadtzentrum umfährt. Neben Zügen der Bahngesellschaften Southern und London Overground verkehrt hier auch die District Line der London Underground. Im Jahr 2014 nutzten 4,47 Millionen U-Bahn-Fahrgäste den Bahnhof, hinzu kommen 3,365 Millionen Fahrgäste der Eisenbahn.
Das Bahnhofsgebäude entstand nach den Plänen von John Fowler im klassizistischen Stil. Seit 2000 steht es unter Denkmalschutz (Grade II).

## Geschichte
Die West London Extension Joint Railway (WLEJR) eröffnete 1860 eine Strecke zwischen Kensington (Olympia) und Clapham Junction. Einige Jahre lang fuhren die Züge in Brompton ohne Halt durch, bis zur Eröffnung des Bahnhofs im Jahr 1866. Am 12. April 1869 eröffnete die Metropolitan District Railway (MDR), die Vorgängergesellschaft der District Line, ihren eigenen Bahnhof neben der Anlage der WLEJR. Für U-Bahn-Züge war hier elf Jahre lang Endstation, die Verlängerung in Richtung Putney Bridge ging am 1. März 1880 in Betrieb. Der elektrische U-Bahn-Betrieb begann am 23. Juli 1905.
1940 erlitten mehrere Bahnhöfe entlang der nun als West London Line (WLL) bezeichneten Bahnstrecke Beschädigungen durch Fliegerbomben. Der Personenverkehr zwischen Willesden Junction und Clapham Junction musste deshalb am 20. September 1940 eingestellt werden. Die U-Bahn-Station blieb weiterhin in Betrieb, doch auf der WLL verkehrten nur noch Güterzüge. Die Bahnhöfe an der WLL wurden schließlich abgerissen. 1994 nahm man den Personenverkehr auf der WLL wieder auf; mit der Inbetriebnahme zweier neuer Bahnsteige hielten die Züge ab dem 1. Juni 1999 auch in West Brompton.